# Ӫ

Darstellung des kyrillischen Buchstaben Ö

Das Ӫ, ӫ ist ein Buchstabe des kyrillischen Alphabets, bestehend aus einem Ө mit Trema. Verwendet wird er nur in der ewenischen (20. Buchstabe in dessen Alphabet) und chantischen (27. Buchstabe in dessen Alphabet) Sprache.

## Phonetischer Wert
- in der ewenischen Sprache orthographisch als gerundeter halbgeschlossener Vorderzungenvokal zugeordnet, phonetisch als [⁠ø⁠] und [øːl] dargestellt
- in der chantischen Sprache orthographisch als gerundeter halboffener Zentralvokal zugeordnet, phonetisch als [⁠ɵ⁠] dargestellt

## Transkription und Transliteration
- in der französischen und altnordischen Sprache als Œ dargestellt
- in den meisten skandinavischen Sprachen als Ø dargestellt
- in den finno-ugrischen Sprachen mit Benutzung des lateinischen Schriftsystems als Õ dargestellt
- in der ungarischen Sprache als Ő dargestellt
- in anderen Sprachen als Ö bzw. oe dargestellt